# Ludmiła Czeska

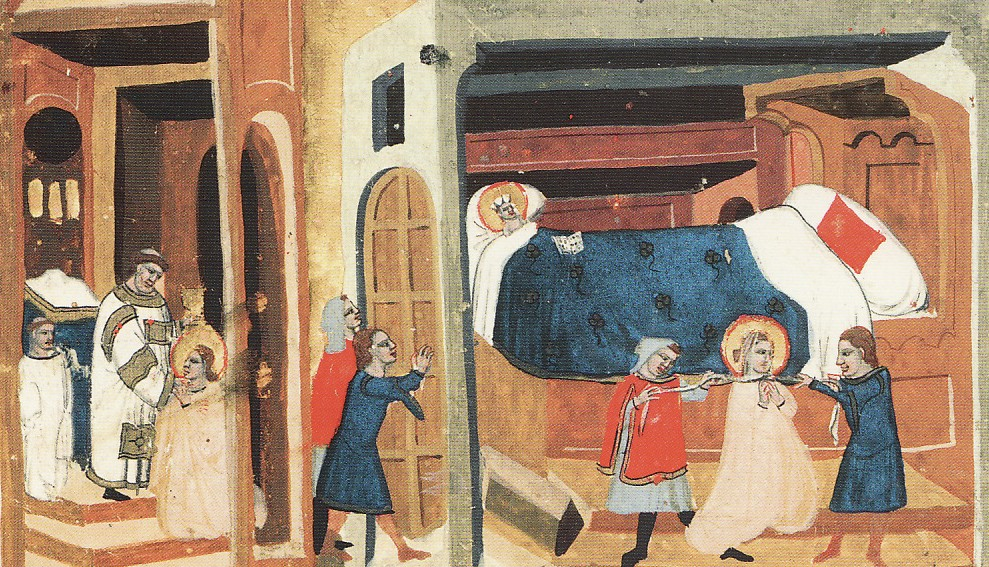
Zamordowanie św. Ludmiły w Kronice Dalimila; św. Wacław przedstawiony jako dziecię.

Ludmiła Czeska, Ludmiła z Bohemii, Święta Ludmiła, czes. Svatá Ludmila, cs. Muczenica Ludmiła, kniaginia Czeszskaja (ur. ok. 860 w Mielniku, zm. 15 września 921 w Tetínie, 2 km od Berounu) – czeska księżna, męczennica i święta Kościoła katolickiego oraz prawosławnego, żona Borzywoja I, babka Wacława I Świętego.

## Życiorys
Ludmiła była córką Sławibora, księcia pszowskiego lub milczańskiego. W nieznanym bliżej roku poślubił ją Borzywoj I, książę Czech.
Przeżyła swojego męża, a także dwóch synów, panujących kolejno w Czechach: Spitygniewa I (zm. 915) i Wratysława I (zm. 921). Wiadomo, że wychowywała syna tego ostatniego – Wacława.
Nie wiadomo, czy w lutym 921 roku w chwili śmierci ojca Wacław był pełnoletni. Wiadomo jednak, że doszło wtedy do sporu między Ludmiłą a jej synową, Drahomirą, wdową po Wratysławie I. Dawniej uważano, że Ludmiła była orędowniczką chrześcijaństwa i związków z Bawarią, z kolei Drahomira jawiła się jako zwolenniczka niezależności państwa Przemyślidów rebelii pogańskiej. Konflikt dotyczył też opieki nad synami Dragomiry.
Ludmiła musiała ustąpić. Opuściła Pragę i usunęła się do grodu Tetín. Na tamtejszym zamku 15 września 921 roku została zabita przez drużynników Drahomiry, prawdopodobnie Waregów. Według legendy została uduszona chustą, która później stała się jej atrybutem.

## Kult
Księżna została pochowana nie w świątyni, lecz przy miejskim murze. Legendy mówią o cudach związanych z tym miejscem, nocą pojawiały się tam świece, a pewien ślepiec przejrzał, gdy dotknął mogiły. Po tym jak interwencja króla Niemiec Henryka I zdławiła rebelię pogańską jej wnuk książę Wacław I Święty, w 925 roku, dokonał translacji szczątków i przeniósł relikwie do kościoła św. Jerzego w Pradze.
Ikonografia
W ikonografii święta przedstawiana jest jako kobieta w średnim wieku, z krzyżem w prawej dłoni i lewą uniesioną w modlitewnym geście. Ubrana jest w skromne książęce szaty z koroną lub przepaską na głowie, przytrzymującą spadającą na ramiona białą chustą. W jej ubraniu najczęściej dominuje kolor żółty.
Patronat
Święta Ludmiła jest patronką krainy czeskiej (łac. Bohemii) i Czech. Uważana jest za opiekunkę nawróconych, wdów oraz problemów z teściami.
Dzień obchodów
Jej wspomnienie liturgiczne w Kościele katolickim obchodzone jest 16 września. 
 W Pradze i w Gnieźnie 10 listopada wspomina się przeniesienia relikwii świętej.
Cerkiew prawosławna wspomina męczennicę 16/29 września, tj. 29 września według kalendarza gregoriańskiego.